# Museo de Tarrasa
El Museo de Tarrasa (en catalán y oficialmente Museu de Terrassa) es una entidad museística que reúne todos los museos de titularidad municipal de la ciudad de Tarrasa. No incluye, pues, el Museo de la Ciencia y de la Técnica de Cataluña, que depende de la Generalidad de Cataluña; el Centro de Documentación y Museo Textil, gestionado por un consorcio integrado por el Ayuntamiento de Tarrasa y la Diputación de Barcelona, y el Museo Parroquial del Espíritu Santo, que depende del obispado. El Museo de Tarrasa está integrado en la Red de Museos Locales de la Diputación de Barcelona, y pertenece también a la Red de Museos Locales de la Diputación de Barcelona.
El Museo de Tarrasa cuenta con varios espacios, elementos y colecciones del patrimonio cultural de Tarrasa y está formado por las siguientes secciones: Castillo Cartuja de Vallparadís, el conjunto monumental de las iglesias de San Pedro, la Casa Alegre de Sagrera, la Torre del Palau y Centro de Interpretación de la Villa Medieval y el claustro del convento de San Francisco.

## Castillo Cartuja de Vallparadís

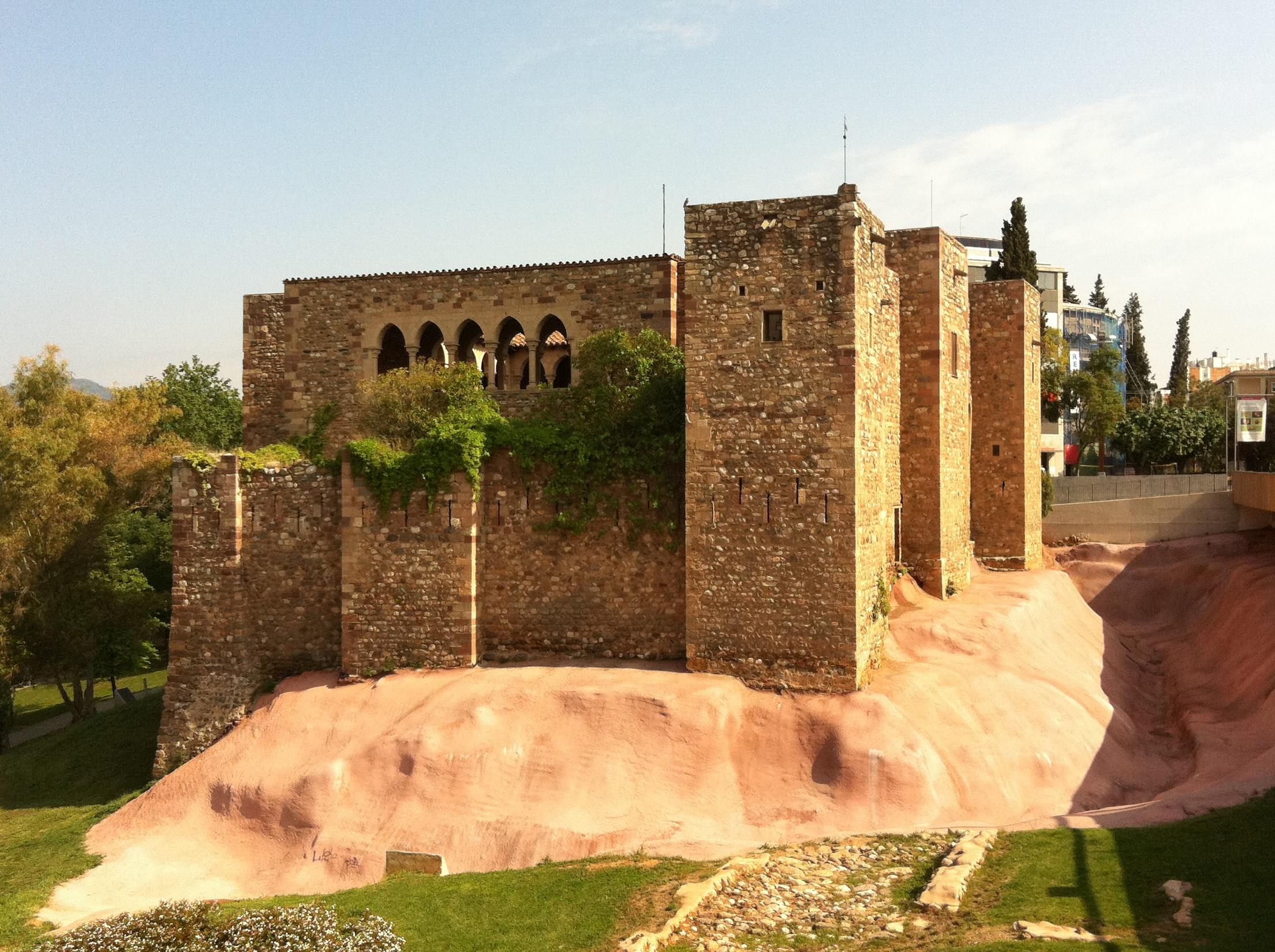
Castillo Cartuja de Vallparadís.

El Castillo Cartuja de Vallparadís, en el parque de Vallparadís, es la sección principal del Museo de Tarrasa. Es un edificio defensivo original del siglo XII que se convirtió en cartuja en los siglos siglo XIV-siglo XV. En 1947 fue adquirido por el Ayuntamiento de Tarrasa, tres años después de ser declarado monumento historicoartístico, con el fin de reconstruirlo y rehabilitarlo como museo. En 1959 fue inaugurado como sede del Museo Municipal de Arte, que reunía las colecciones artísticas y bibliográficas del legado de Josep Soler i Palet y los restos arqueológicos y arquitectónicos de la ciudad.
Actualmente alberga una exposición permanente que muestra la evolución del territorio y la ocupación humana de Tarrasa desde los primeros pobladores neolíticos hasta la época contemporánea. Exhibe distintos ámbitos: prehistoria y mundo antiguo, mundo medieval, época moderna, época contemporánea y cultura y sociedad, con una colección de pintura del siglo XX.

## Conjunto Monumental de las Iglesias de San Pedro

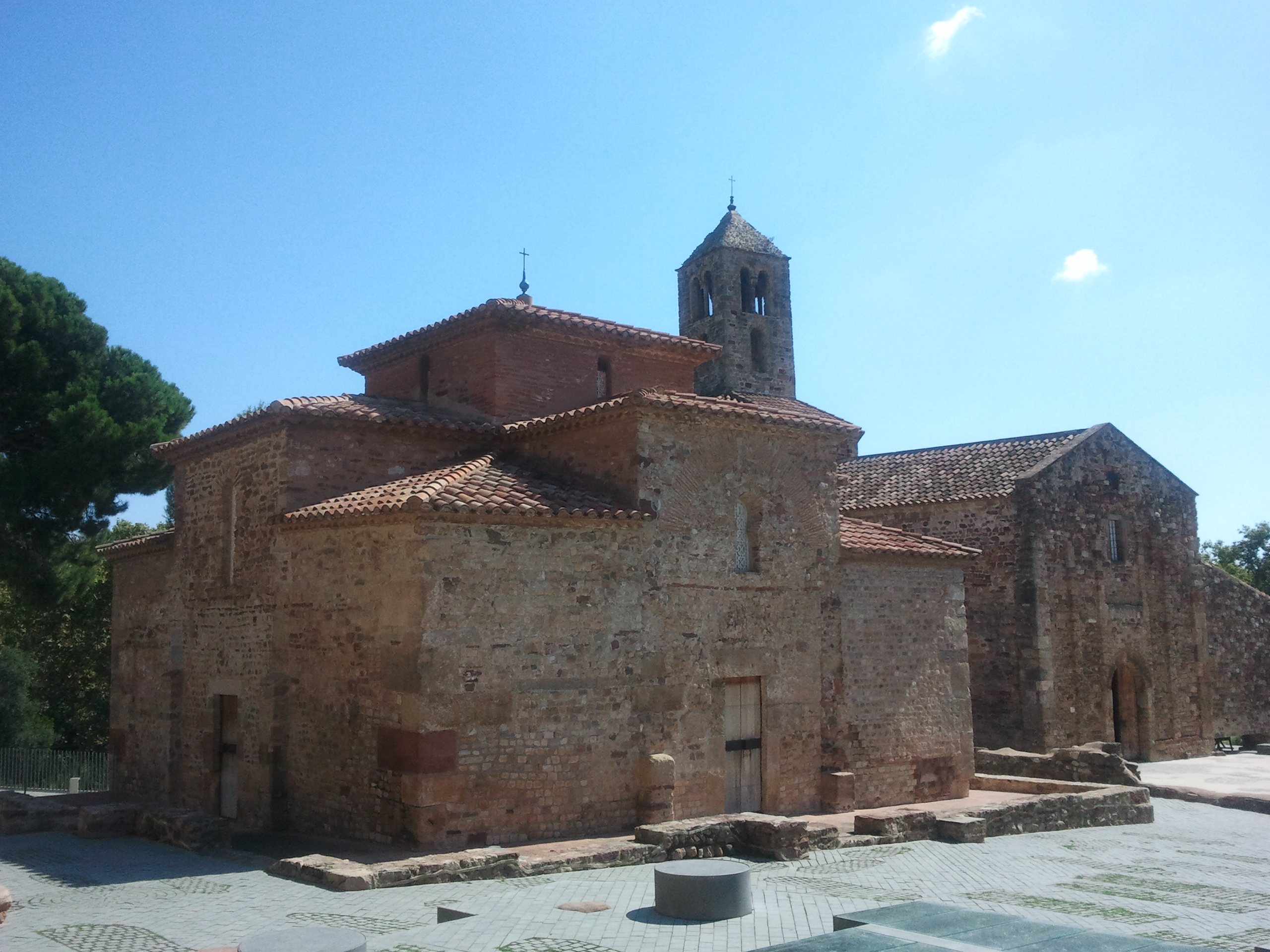
Iglesias de San Miguel y Santa María.

El conjunto monumental de las iglesias de San Pedro reúne en su recinto las iglesias de San Pedro, Santa María y San Miguel, que formaban parte del antiguo obispado de Egara. Además del interés arquitectónico y de los restos arqueológicos del lugar, conserva una magnífica colección de pintura gótica, con obras maestras de Jaume Huguet, Lluís Borrassà y Jaume Cirera, entre otros.
El conjunto ha sido objeto de excavaciones, estudios y restauraciones desde fines del siglo XIX; fueron especialmente importantes los que llevó a cabo Josep Puig i Cadafalch en el primer tercio del siglo XX. Las iglesias fueron declaradas monumento nacional en 1931 y Bien de Interés Histórico-Artístico en 1985, y constituyen uno de los monumentos visigótico-románicos más importantes de Cataluña. Recientemente han sido objeto de una importante reordenación museográfica inaugurada en octubre de 2009.

## Casa Alegre de Sagrera

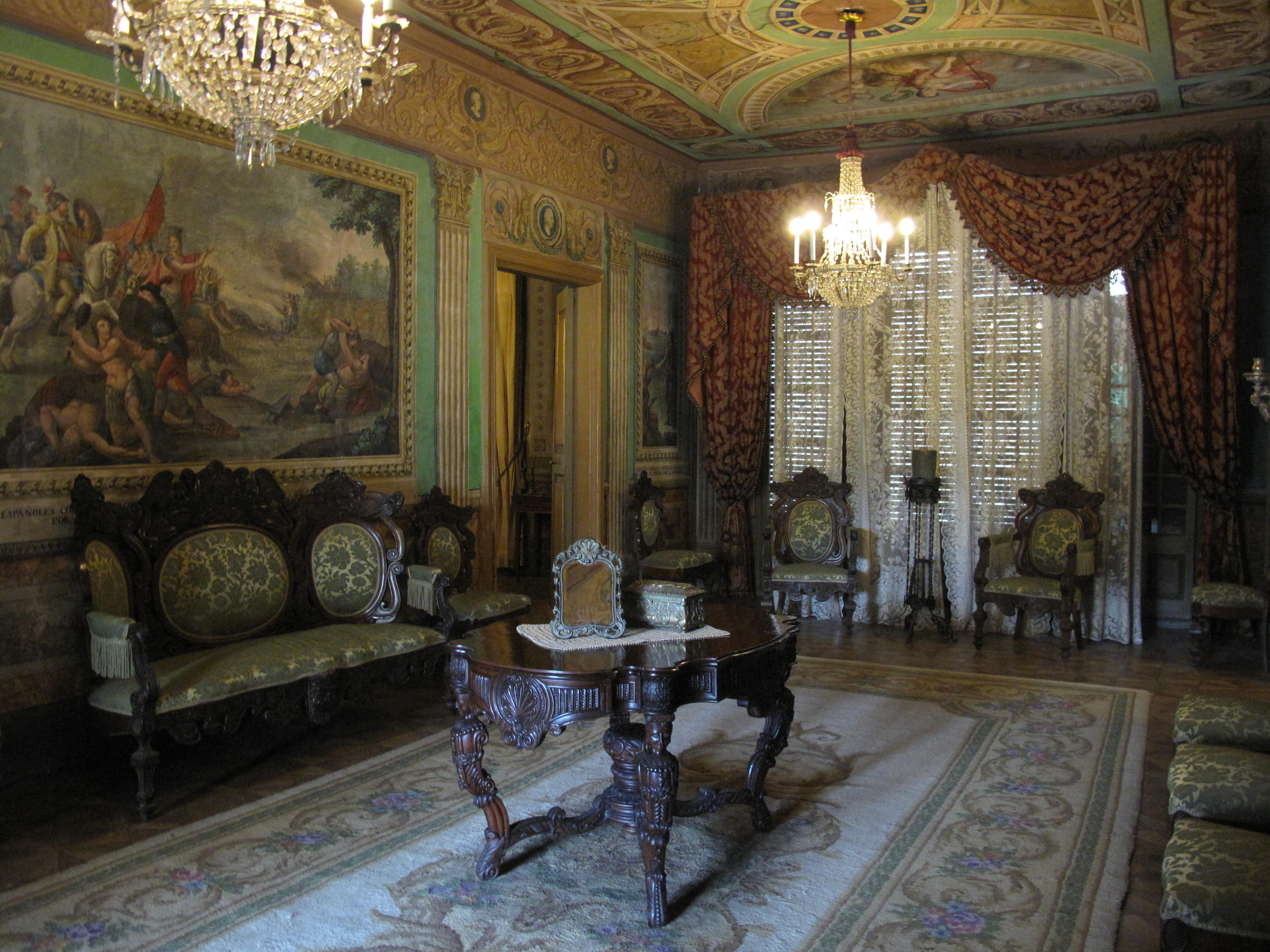
Casa Alegre de Sagrera.

La Casa Alegre de Sagrera, edificio de la calle de la Font Vella, fue la casa solariega de Joaquim de Sagrera, fabricante textil de fines del siglo XVIII e inicios del XIX y, aunque fue edificada a principios del siglo XIX, su aspecto actual es fruto de la reforma modernista llevada a cabo por Melcior Viñals, arquitecto municipal, a principios del siglo XX. Es un ejemplo típico de vivienda de la burguesía industrial de la época.
Fue adquirida por el Ayuntamiento de Tarrasa en 1973 y desde entonces la casa y sus jardines están abiertos al púbico. Aloja algunas colecciones de arte del fondo museístico municipal, con obras de Alexandre de Riquer o Joaquim Vancells entre otros, y una curiosa colección de cerámica y porcelana oriental. Destacan también las salas dedicadas a los escritores Agustí Bartra y Ferran Canyameres y al dibujante Mateu Avellaneda.
La Casa Museo también cuenta con un módulo multisensorial llamado "La Mirada Táctil", un espacio de interpretación táctil especialmente adaptado y diseñado para los visitantes que presenten algún tipo de dificultad visual, ceguera o movilidad reducida.

## Torre del Palacio y Centro de Interpretación de la Villa Medieval

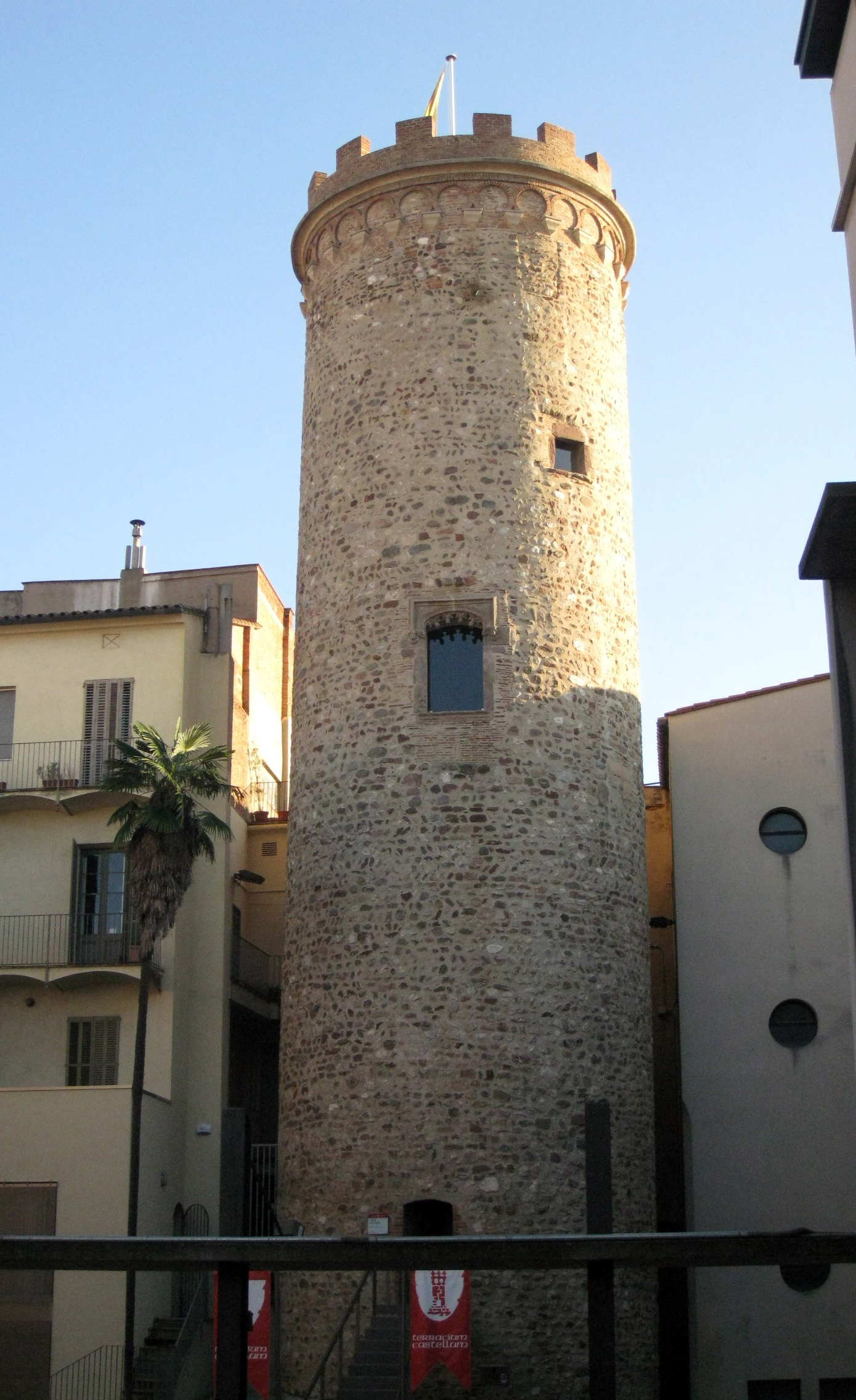
Torre del Palacio.

La Torre del Palacio (Torre del Palau en catalán), detrás de la plaza Vella, es el único vestigio del castillo-palacio de Tarrasa, que en su momento de mayor auge extendió sus dominios desde el río Llobregat hasta el río Ripoll y desde San Cugat hasta el Bages. La torre del homenaje, que fue una cárcel hasta el siglo XIX, fue la única estructura que quedó en pie cuando en 1891 el último propietario del castillo decidió derribar lo que quedaba del edificio.
La Torre fue cedida al municipio en 1994 y se realizan visitas guiadas concertadas. Los ventanales y las puertas góticas originales se conservan en el Castillo Cartuja de Vallparadís.
El Centro de Interpretación de la Villa Medieval se encuentra en la planta baja de la casa de Antoni Josep Torrella i Maurí, a la que se accede por la plaza de la Torre del Castell Palau. Cuenta con un audiovisual que permite conocer el origen medieval de Tarrasa y en el sótano se puede visitar un pequeño trecho del foso de la villa, una galería subterránea y una fresquera; se puede acceder también a un horno de pan de 1839, situado en el sótano de la casa vecina, hoy desaparecida.

## Claustro del convento de San Francisco

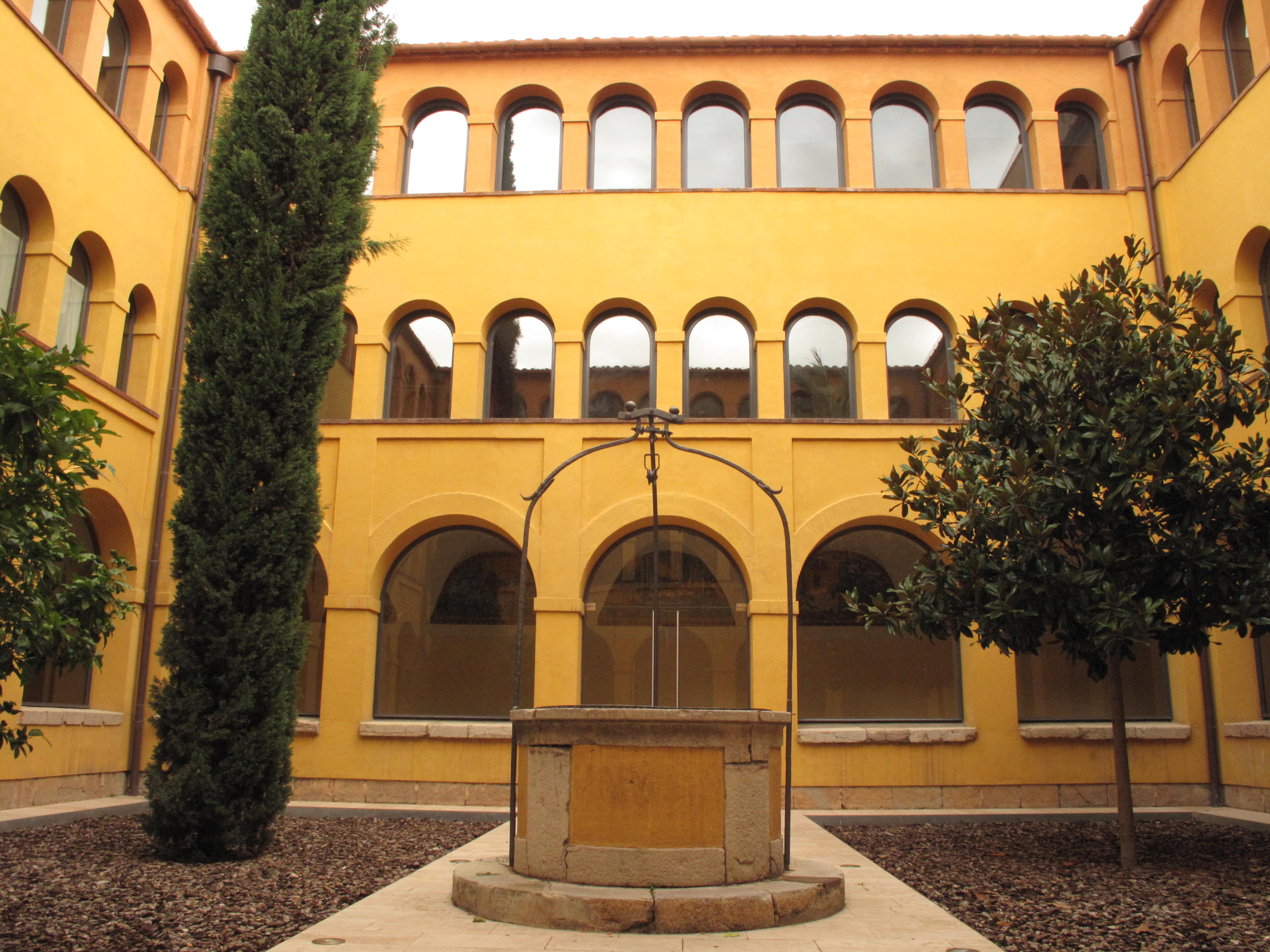
Claustro del convento de San Francisco.

El convento de San Francisco de Asís es un edificio barroco de comienzos del siglo XVII. Situado junto al parque de Vallparadís, actualmente solo se conservan la iglesia, el claustro y algunos espacios adyacentes. El claustro es el espacio más emblemático, con las paredes cubiertas por paneles cerámicos policromos (1671-1673), atribuidos al maestro barcelonés Llorenç Passoles.
El convento pasó a ser propiedad del Ayuntamiento en 1835 debido a la exclaustración. Tras algunas reformas y ampliaciones, en 1869 se instalaron el hospital y la casa de la caridad de San Lázaro y, a mediados del siglo XX, la clínica del Remei. Las dependencias conservadas del convento fueron rehabilitadas recientemente y a día de hoy puede visitarse el claustro.